# Donatella Damiani
Donatella Damiani (* 3. Juni 1958 in Neapel) ist eine italienische Schauspielerin.

## Wirken
Nachdem sie ihr Filmdebüt unter der Regie von Mariano Laurentis 1979 gedrehten Film mit Jetzt treibt sie's auch noch mit dem Pauker gab, wurde Damiani für ihre Rolle in Federico Fellinis Film Die Stadt der Frauen von 1980 bekannt. Weitere Filme folgten, bis sie im Jahr 1995 ihren vorläufigen letzten Film Bambola di carne unter der Regie von Andrea Bianchi drehte.
Sie war ein italienisches Sex-Symbol der 1980er Jahre und war u. a. das Covergirl auf dem italienischen Playboy im Juli 1983, wo es im Juni 1980 auch einen Artikel über sie gab (La Ragazza di Fellini), sowie auf dem Playmen im März 1985.

## Filmografie
- 1979: Jetzt treibt sie's auch noch mit dem Pauker (La liceale seduce i professori)
- 1980: Fellinis Stadt der Frauen (La città delle donne)
- 1980: Non ti conosco più amore
- 1981: Carabinieri... ab in die Polizeischule (I carabbinieri)
- 1981: Honigmund (Miele di donna)
- 1982: Vigili e vigilesse
- 1982: Grog
- 1984: Il peccato di Lola
- 1984: Angel in the Dark (Hanna D. - La ragazza del Vondel Park)
- 1995: Bambola di carne